# Західний Казахстан

Центральний Казахстан
Північний Казахстан
Південний Казахстан
Східний Казахстан
Західний Казахстан

Західний Казахстан — економіко-географічний регіон Республіки Казахстан, що знаходиться в Східній Європі та Центральній Азії. До його складу входять 4 області: Атирауська область, Західноказахстанська область, Актюбінська область і Мангістауська область. Регіон межує на півночі з РФ, а на півдні — з республіками Узбекистан і Туркменістан, на заході омивається каспійським морем, на сході межує з Улитауською, Костанайською та Кизилординською областями Республіки Казахстан.

## Загальна інформація
Загальна площа території: 736 241 км² (приблизно територія таких держав, як Франція і Велика Британія разом узяті). Найбільший економіко-географічний регіон країни за займаною площею та один із найважливіших регіонів для економіки. Розташування: від східної околиці дельти Волги на заході до Туранського низовина на південному сході, від південних відрогів Урал і Загальний Сирт Загального Сирту на півночі до плато Устюрт і туркменських пустель на півдні. Населення Західного Казахстану - 3120433 (2022). Щільність населення — 4,24 чол/км² (найнижча країною).

## Адміністративний поділ
До складу Західного Казахстану входять 4 області.
| Область                      | Адміністративний центр | Площа, км² | Населення, чол.(на 01.10.2022 р.) |
| ---------------------------- | ---------------------- | ---------- | --------------------------------- |
| Актюбінська область          | Актобе                 | 300 629    | 948 673                           |
| Атирауська область           | Атірау                 | 118 631    | 700 721                           |
| Західноказахстанська область | Уральськ               | 151 339    | 670 972                           |
| Мангістауська область        | Актау                  | 165 642    | 800 200                           |

## Міста регіону за населенням
- Актобе - 557 892
- Атірау - 360 117
- Уральськ - 330 657
- Актау - 261 907
- Жанаозен - 150 272
- Кульсари - 65 975
- Кандиагаш - 38 410
- Аксай - 36 477
- Аксай - 36 477
- Шалкар - 28 300
- Хромтау - 27 509
- Алга - 22 698
- Емба - 11 817
- Форт-Шевченко - 6 768
- Темір - 2 137
- Жим - 1 558

## Економіка
Західний Казахстан - найбільший нафтогазовидобувний регіон країни. Найбільші в світі родовища нафти і газу — Тенгіз, Карачаганак, Кашаган.
Регіон має унікальну мінерально-сировинну базу - вуглеводневу сировину (нафту, газ і газовий конденсат), запаси хрому, нікелю, титану, фосфоритів, цинку, міді, алюмінію та вугілля.
Хімічно чисті хромові солі з урахуванням місцевого сировини виробляє Актюбинский завод хромових сполук. АТ «Феросплав» виробляє металевий хром і безвуглецевий ферохром. Крім основної продукції, випускаються карбід кальцію, рідке скло та вогнетривкі вироби. Збільшує свої потужності з виробництва бензинів різних марок, дизельного палива та інших видів продукції Атирауський нафтопереробний завод, який знаходиться у місті Жанаозен.
Продовжує розширювати своє виробництво Актюбінський лакофарбовий завод, а також хімічний комбінат міста Алга, що виробляє бор, сірчану кислоту та великий асортимент мінеральних добрив. У регіоні розвивається машинобудування (АТ «Уральський завод „Зеніт“» — кораблебудування, АТ «Актюбрентген» — виробництво рентгенобладнання), металообробка, легка та харчова промисловість. Розвинене сільське господарство (тваринництво, рослинництво, м'ясо-молочна, хлібокондитерська, рибопереробна промисловість (АТ «Атираубалик) і т.д.).
Найбільший порт в Каспійському морі «Актауський міжнародний морський торговий порт». Мережа річкових і морських портів - Атирау, Баутіно, Курик. Розвинена мережа залізниць та автомобільних доріг. 4 міжнародні аеропорти (Актобе, Атирау, Актау, Уральськ). Є аеропорти в невеликих населених пунктах регіону — Жанаозен, Емба, Шалкар і т.д. Функціонують безліч ТЕЦ та газотурбінних електростанцій (Атирауська ТЕЦ, ТЕЦ МАЕК, Уральська ТЕЦ та ін.).
Банківська система складається з мережі обласних філій республіканських банків другого рівня (АТ "Казкоммерцбанк", АТ "БТА Банк", АТ "Народний банк" і т.д.), а також філій Національного банку Республіки Казахстан.
У найближчій перспективі в регіоні планується будівництво найбільших об'єктів економіки - газопереробного заводу в Бурлінському районі Західно-Казахстанської області, будівництво газопроводу "Західно-Казахстанська область - Астана", будівництво залізничної гілки "Бейнеу - Жезказган".

## Див також
- Казахстан